# Neomammillaria formosa
Neomammillaria formosa là một loài thực vật có hoa trong họ Cactaceae. Loài này được (Galeotti ex Scheidw.) Britton & Rose mô tả khoa học đầu tiên năm 1923.